# Sociedade Ponto Verde
A Sociedade Ponto Verde S.A. (sigla SPV), é uma entidade privada, sem fins lucrativos, fundada em novembro de 1996. Esta entidade visa, e está licenciada, para gerir e promover a selecção, recolha e reciclagem de embalagens em Portugal.
Conforme a legislação comunitária, todas as entidades embaladoras são responsáveis pela gestão e destino final das próprias embalagens. No entanto, podem também relegar essa responsabilidade para entidades licenciadas, como a Sociedade Ponto Verde, mediante acordos com essas entidades.
Em 2018, a Sociedade Ponto Verde foi eleita Marca de Excelência pela Superbrands, uma distinção que reflete o reconhecimento dos consumidores portugueses. 

## Símbolo "Ponto Verde"

Símbolo "Ponto Verde"

Todas as embalagens de produtos que contenham o símbolo Ponto Verde com duas setas em sentidos opostos, muito similar ao vulgar símbolo de reciclagem (este com três setas), não indica que a embalagem é reciclável, mas sim que a empresa embaladora relegou a responsabilidade da gestão e reciclagem da embalagem para a Sociedade Ponto Verde. Essas empresas pagam uma determinada quantia à Sociedade Ponto Verde para suportar os custos de gestão da reciclagem das embalagens.
Este símbolo é utilizado por uma rede europeia de organizações que reciclam embalagens - Pro Europe, cujo sistema tem origem na Alemanha. Essas empresas pagam uma determinada quantia à Sociedade Ponto Verde para suportar os custos de gestão da reciclagem das embalagens.